# Slopná
Slopná este o comună slovacă, aflată în districtul Považská Bystrica din regiunea Trenčín. Localitatea se află la altitudinea de 309 m deasupra n.m., se întinde pe o suprafață de 7,64 km2 și în 2017 număra 483 de locuitori.
Localitatea este înfrățită cu Slopné⁠(d).

## Istoric
Localitatea Slopná este atestată documentar din 1277.

## Demografie
| An:                | 1994 | 2004   | 2014   | 2024   |
| ------------------ | ---- | ------ | ------ | ------ |
| Număr de persoane: | 509  | 491    | 477    | 496    |
| Diferență:         |      | −3,53% | −2,85% | +3,98% |

| An:                | 2023 | 2024   |
| ------------------ | ---- | ------ |
| Număr de persoane: | 495  | 496    |
| Diferență:         |      | +0,20% |